# Arum purpureospathum
Arum purpureospathum är en kallaväxtart som beskrevs av Peter Charles Boyce. Arum purpureospathum ingår i Munkhättesläktet och i familjen kallaväxter. IUCN kategoriserar arten globalt som sårbar. Inga underarter finns listade.

## Bildgalleri

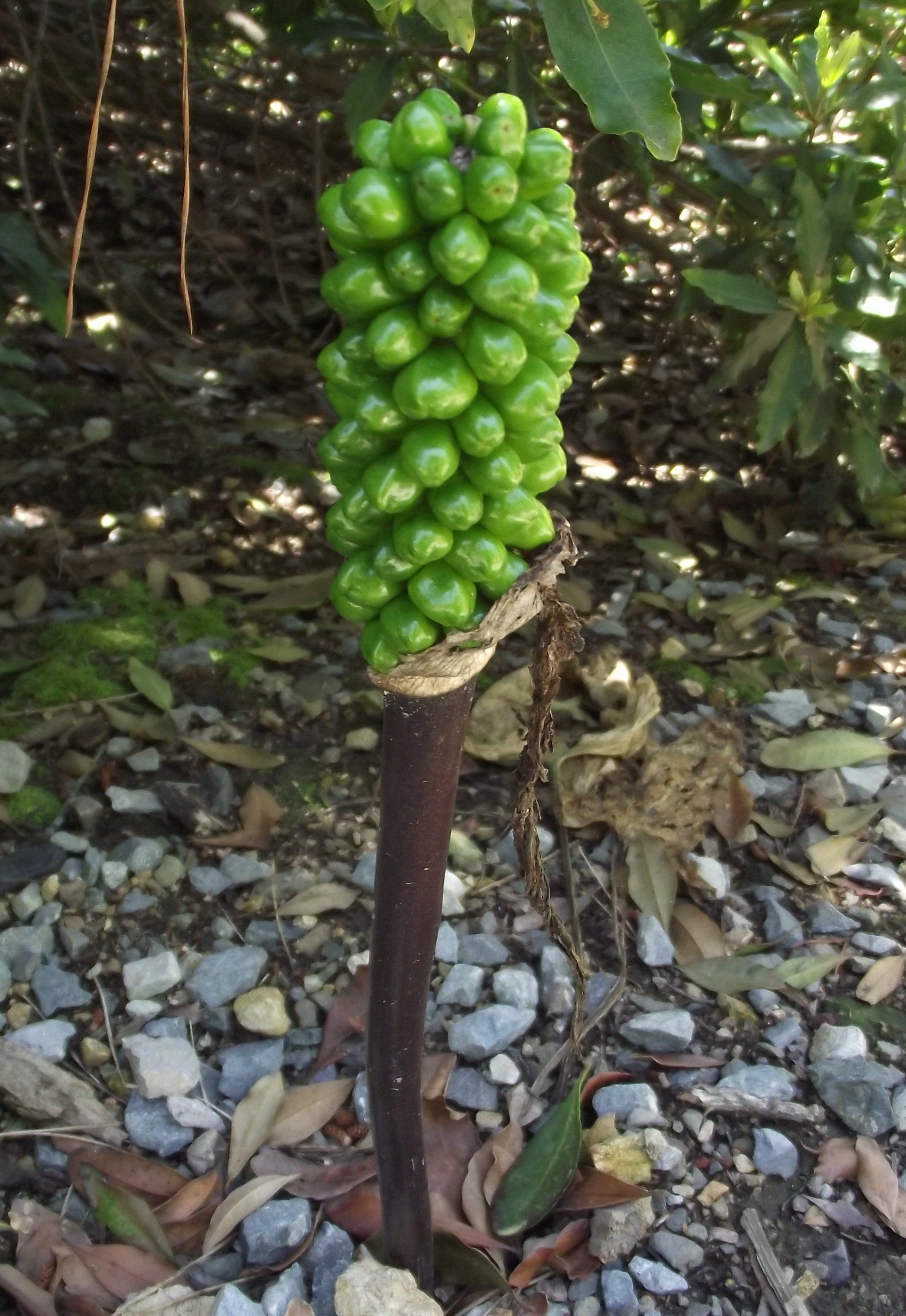